# 九公山长城纪念林
九公山长城纪念林，位于北京市怀柔区渤海镇兴隆城1105号，是经北京市民政局批准的大型公墓。

## 简介
2003年1月13日，九公山长城纪念林有限公司成立，由北京社会福利促进会、怀柔区扶贫基地共同组建，主要从事九公山长城纪念林（陵园）的经营管理。2014年4月，泰康人寿通过子公司北京同泰收购九公山陵园60%的股权。
九公山长城纪念林利用12000亩山场进行陵园开发，“以树代碑，依林而息”，实行树葬。这是继十三陵水泉沟纪念林之后北京市第二家树葬陵园。九公山长城纪念林的骨灰安置形式有图书馆壁龛、九公祭堂壁龛、节地生态葬等。
九公山长城纪念林自成立后，截至2016年共建成七个特色墓区以及终极关怀主题博物馆，其中包括为北京新四军老战士修建的铁军纪念园。2010年7月18日，铁军纪念园开园，该园是北京新四军暨华中抗日根据地研究会与北京九公山长城纪念林合作建成，总占地面积约120亩，原中央军委副主席迟浩田为该园题写园名。园内有纪念碑，是手持军刀的新四军战士坐在战马上的5米高铜制雕塑，碑铭由迟浩田题词“铁军精神永放光芒”，纪念碑后是拟建的纪念馆。纪念馆后是一组高3米、宽5米的石雕像，刻画了新四军首任军长叶挺、政委项英和皖南事变后重建的新四军军长陈毅、政委刘少奇等人的形象。铁军纪念园纵深200米处是新四军纪念园林。
2013年7月1日，在中国共产党成立92周年之际，中共北京市委党史研究室、北京社会福利促进会、北京新四军暨华中抗日根据地研究会共同举行北京市级爱国主义教育基地（北京铁军纪念园）揭牌暨铁军纪念馆开馆仪式，北京市原市长、北京新四军研究会名誉会长焦若愚，北京新四军研究会会长陈昊苏为北京市爱国主义教育基地（铁军纪念园）揭牌，为铁军纪念馆开馆剪彩。焦若愚为铁军纪念馆题写馆名。铁军纪念馆为三层建筑，展厅面积约400平方米，是北京铁军纪念园的组成部分，展览了新四军的历史和文物。
2017年1月25日，北京市怀柔区人民检察院因北京市怀柔区园林绿化局怠于履行森林资源保护管理法定职责，依法向北京市怀柔区人民法院提起行政公益诉讼。北京市怀柔区人民检察院在履行职责中发现，2015年北京市九公山长城纪念林有限公司在经营位于怀柔区渤海镇水塘子村的“北京市怀柔区九公山长城纪念林”项目中，未经批准擅自占地建路，占用林地39548平方米，损毁生态公益林木3368株，怀柔区园林绿化局接到举报后未对相关违法主体进行行政处罚。
2017年8月19日，九公山长城纪念林与天主教北京教区在九公山长城纪念林举行了九公山长城纪念林天主教墓园开园仪式和天主教北京教区神职修女落葬仪式，当天为王基志神父、陈艳宾神父、齐志存修女这三位北京教区已故神职、修女举行了骨灰安葬仪式。此前在2017年8月12日，北京教区第二批已故神职修女骨灰安葬礼在九公山长城纪念林天主教墓园完成，共安葬67位已故神职、修女的骨灰，其中包括一位主教、20位神父、46位修女。九公山长城纪念林天主教墓园是北京天主教陵园之外北京教区的又一座天主教墓园。